# Патрик Уайт
 Патрик Виктър Мартиндейл Уайт (на английски: Patrick Victor Martindale White) е австралийски писател, поет и драматург. През 1973 г. е удостоен с Нобелова награда за литература за своето „епично и психологическо повествователно изкуство, което въведе нов континент в литературата“.

## Биография
Роден е на 28 май 1912 г. в Лондон по време на посещение на родителите му в Англия. Учи в различни училища в Австралия и Англия. Като младеж работи в овцевъдна ферма. През периода 1932–1935 г. учи в Кеймбриджкия университет, а след това обикаля из Англия, Европа и Съединените американски щати. По време на Втората световна война служи като офицер от британското разузнаване в Гърция, Сицилия и Близкия изток. През 1948 г. се завръща в Австралия и се занимава с отглеждане на домашни животни и с градинарство. Умира на 30 септември 1990 г. в Сидни.

### Романи
- Happy Valley, 1939
- The Living and the Dead, 1941
- The Aunt's Story, 1948
- The Tree of Man, 1956
- Voss, 1957
- Riders in the Chariot, 1961
- The Solid Mandala, 1966
- The Vivisector, 1970
- The Eye of the Storm, 1973
  - Окото на бурята. София: Народна култура, 1984, 658 с.
- A Fringe of Leaves, 1976
  - Пояс от листа. Пловдив: Христо Г. Данов, 1981, 431 с.
- The Twyborn Affair, 1979
- Memoirs of Many in One (под псевдоним Алекс Ксенофон Демирджан Грей, Alex Xenophon Demirjian Gray), 1986

### Сборници с разкази
- The Burnt Ones, 1964
- The Cockatoos: Shorter Novels and Stories, 1974
  - Какаду. Варна: Георги Бакалов, 1986, 190 с.
- The Night the Prowler: Short Story and Screenplay, 1978
- Three Uneasy Pieces, 1987

### Поезия
- Thirteen Poems, ок. 1929
- The Ploughman and Other Poems, 1935
- Poems, 1974

### Пиеси
- Four Plays (The Ham Funeral, The Season at Sarsaparilla, A Cheery Soul, Night on Bald Mountain), 1965
- Big Toys, 1978
- Netherwood, 1983
- Signal Driver: aMorality Play for the Times, 1983